# أركادي مارتين
أركادي مارتين هي كاتبة أمريكية ولدت في 19 أبريل 1985.
مؤرخ أمريكي ومخطط مدينة ومؤلف أدب الخيال العلمي. فازت رواياتها الأولى "ذاكرة تسمى الإمبراطورية" (2019) و "خراب يسمى السلام" (2021) ، اللتان تشكلان سلسلة Teixcalaan ، بجائزة هوغو لأفضل رواية.

## حياتها الشخصية
ولدت أركادي مارتين ونشأت في مدينة نيويورك. تعيش في سانتا في نيو مكسيكو.